# USS Diachenko (APD-123)

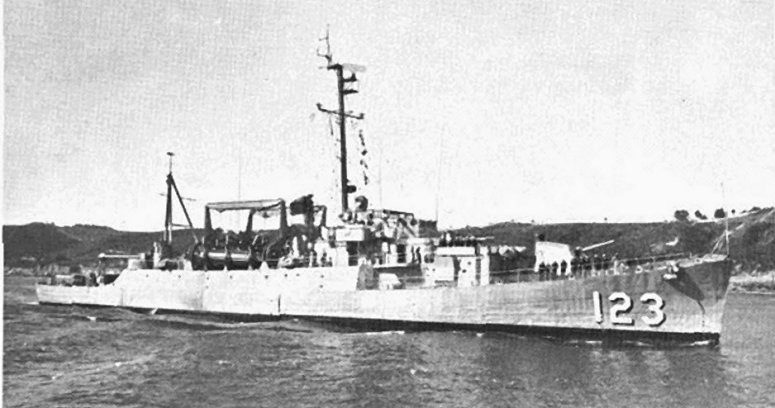
USS Diachenko

USS Diachenko (APD-123), екс-USS Alex Diachenko, екс-DE-690, пізніше LPR-123, — американський корабель високошвидкісного транспорту Крослі-класу на службі з 1944 по 1959 і з 1961 по 1969 рік. Служив у ВМС США під час Другої Світової Війни, холодної війни, корейської війни та війни у В'єтнамі. Названий на честь моряка флоту США — Алекса Дяченка.

## Будівництво і введення в експлуатацію

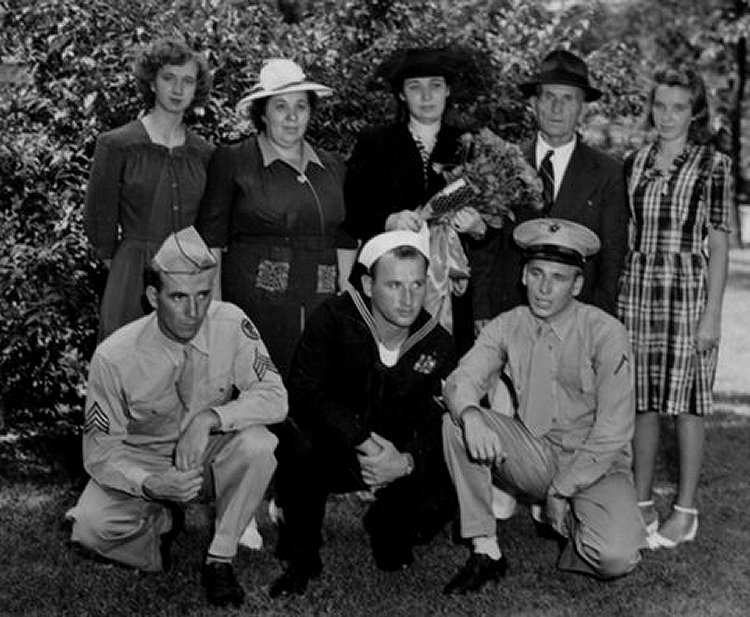
Сім'я Дяченко під час запуску та хрещення USS Diachenko (APD-123) у Квінсі, штат Массачусетс

Дяченко був закладений як есмінець ескорту класу Rudderow як Alex Diachenko (DE-690) на Бетлемській металургійній компанії у Квінсі, Массачусетс. Був ре класифікований у швидкісний транспорт Крослі-класу під час будівництва. Спущений 15 серпня 1944 року і введений в експлуатацію як USS Alex Diachenko (APD-123) 8 грудня 1944 року. Кораблю хресною стала кузина Алекса Дяченко — місс Мері Дяченко.

## Друга світова війна
Alex Diachenko  поступив на озброєння в останній рік Другої Світової Війни, і був спрямований на Азіатсько-Тихоокеанський театр дій. Приплив з Норфолку, Вірджинія, 31 січня 1945, зупиняючись у Сан-Дієго, Перл-Гарборі, Еніветоку та Уліті. Був перейменований на USS Diachenko 1 березня 1945 року під час плавання — до прибуття в Лейте 21 березня. Перевозив війська під час окупації Філіппін. Висадив десант у Легаспі, Філіппіни 1 квітня і в Поліс Харбор 17 квітня. Прибув на острів Моротай, Індонезія 7 травня і перевіз австралійських солдатів для майбутнього вторгнення в затоку Бруней, Борнео. Повернувся на Моротай, і 26 червня відбув, щоб висадити війська для штурму Балікпапану, Індонезія 1 липня.
Із закінченням війни в наступному місяці, Дяченко провів наступні кілька місяців, перевозячи солдатів по всьому регіону до 17 березня 1946 року, коли відплив у Сполучені Штати. Прибув до Сан-Педро, Каліфорнія 25 квітня 1946 року.

## Війна у В'єтнамі
Дяченко був повернутий у роботу в 1961 році. Служив у В'єтнамі протягом трьох років, від 18 липня 1965 р. до 12 серпня 1968 року. Зіграв роль в обороні Південного В'єтнаму. Також брав участь під час Тетського наступу (наступ на в'єтнамський Новий рік Тет) 1968 року. Згодом Дяченко повернувся в Сан-Дієго, де був ре класифікований у малий десантний транспорт, (LPR-123) 1 січня 1969 року. Був списаний зі служби 30 липня 1969 року і переведений в резерв флоту.

## Остаточний вивід з експлуатації
Дяченко був викреслений з реєстру військово-морських суден 15 вересня 1974 року і проданий на злам 1 червня 1975 року.